# Keilaniemi (métro d'Helsinki)
Keilaniemi (en finnois : Keilaniemi et en suédois : Kägeludden) est une station du tronçon commun aux lignes M1 et M2 du métro d'Helsinki. Elle est située dans le quartier d'Otaniemi, district Suur-Tapiola de la municipalité d'Espoo, à l'ouest d'Helsinki en Finlande.

## Situation sur le réseau

Plan du métro.

Établie en souterrain, Keilaniemi est une station de passage, située sur la section commune aux ligne M1 et M2, entre la station Aalto-yliopisto, en direction des terminus ouest Tapiola (M2) et Matinkylä (M1), et la station Koivusaari en direction, de Mellunmäki terminus de la branche M2, et Vuosaari terminus de la branche M1.
Elle dispose d'un quai central encadré par les deux voies de la ligne.

## Histoire
La station Keilaniemi est mise en service le 18 novembre 2017, lors de l'ouverture à l'exploitation du prolongement de Ruoholahti à Matinkylä. Elle est conçue par le cabinet Arkkitehtitoimisto ALA.

## Services aux voyageurs

### Accès et accueil
La station dispose de quatre accès répartis deux par deux avec un hall de billetterie et contrôle aux chaque extrémités de la station souterraine.

### Desserte
Keilaniemi est desservie par toutes les rames de métro, avec une alternance entre les lignes M1 et M2, comme toutes les stations du tronçon commun.

Installations et desserte
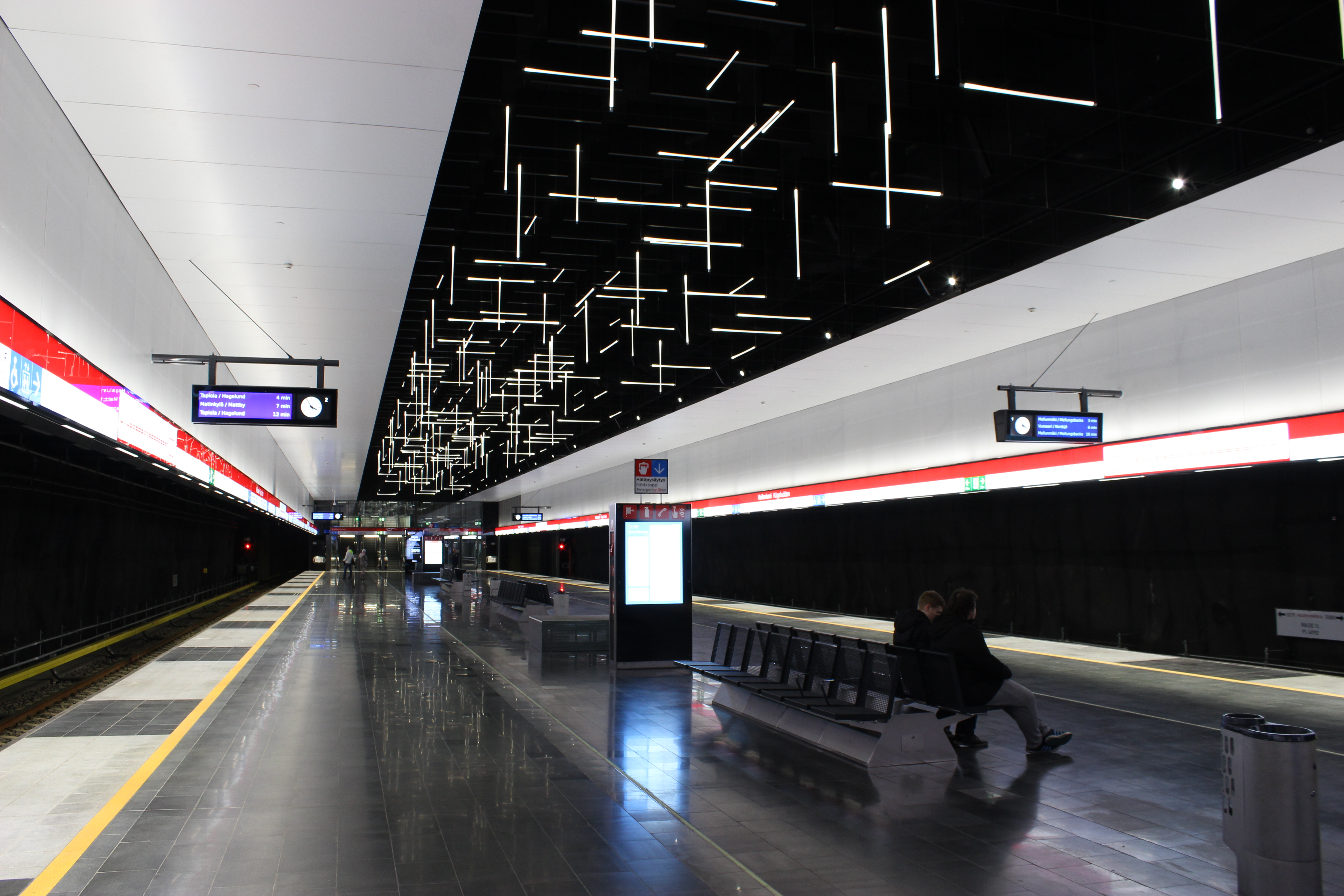
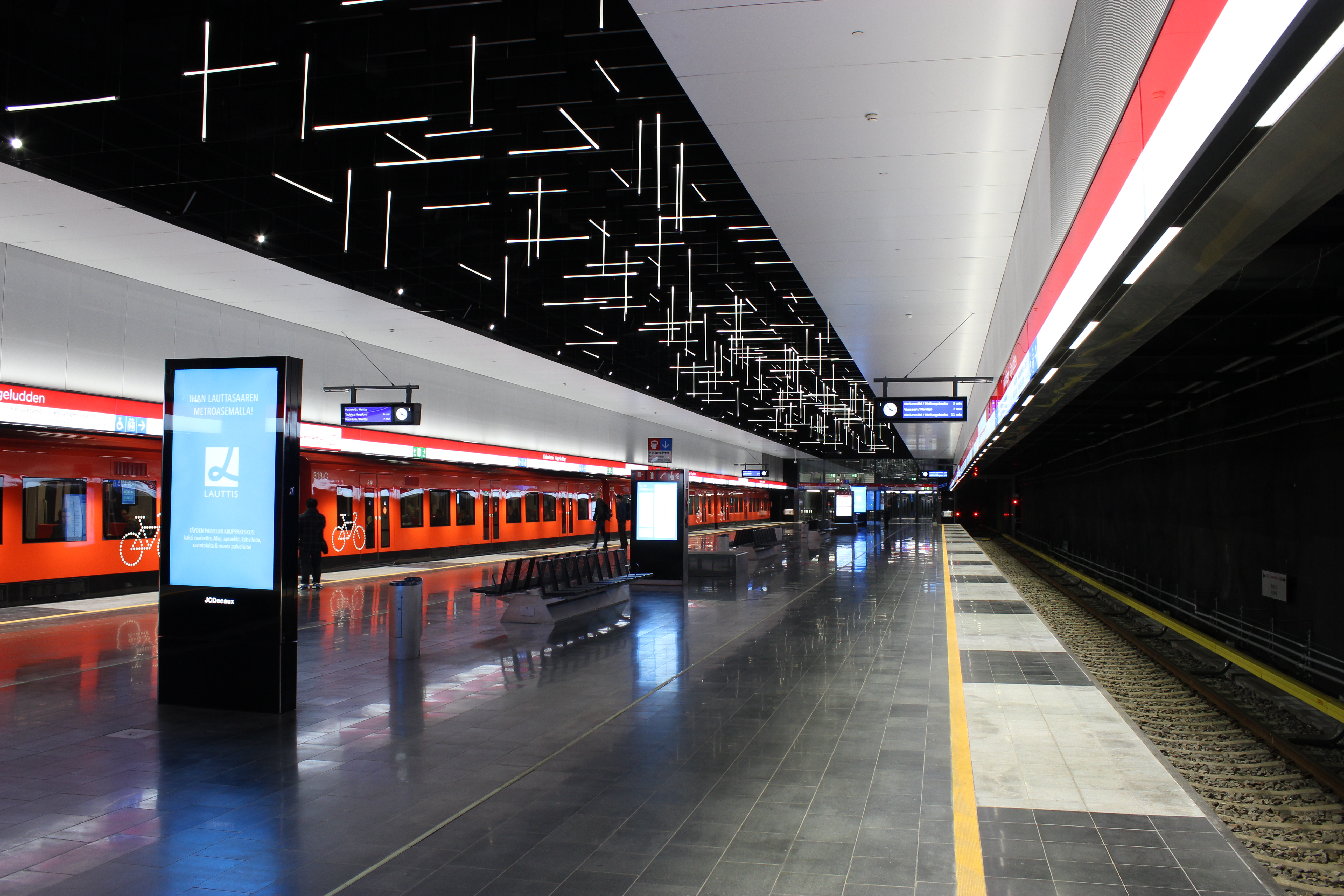
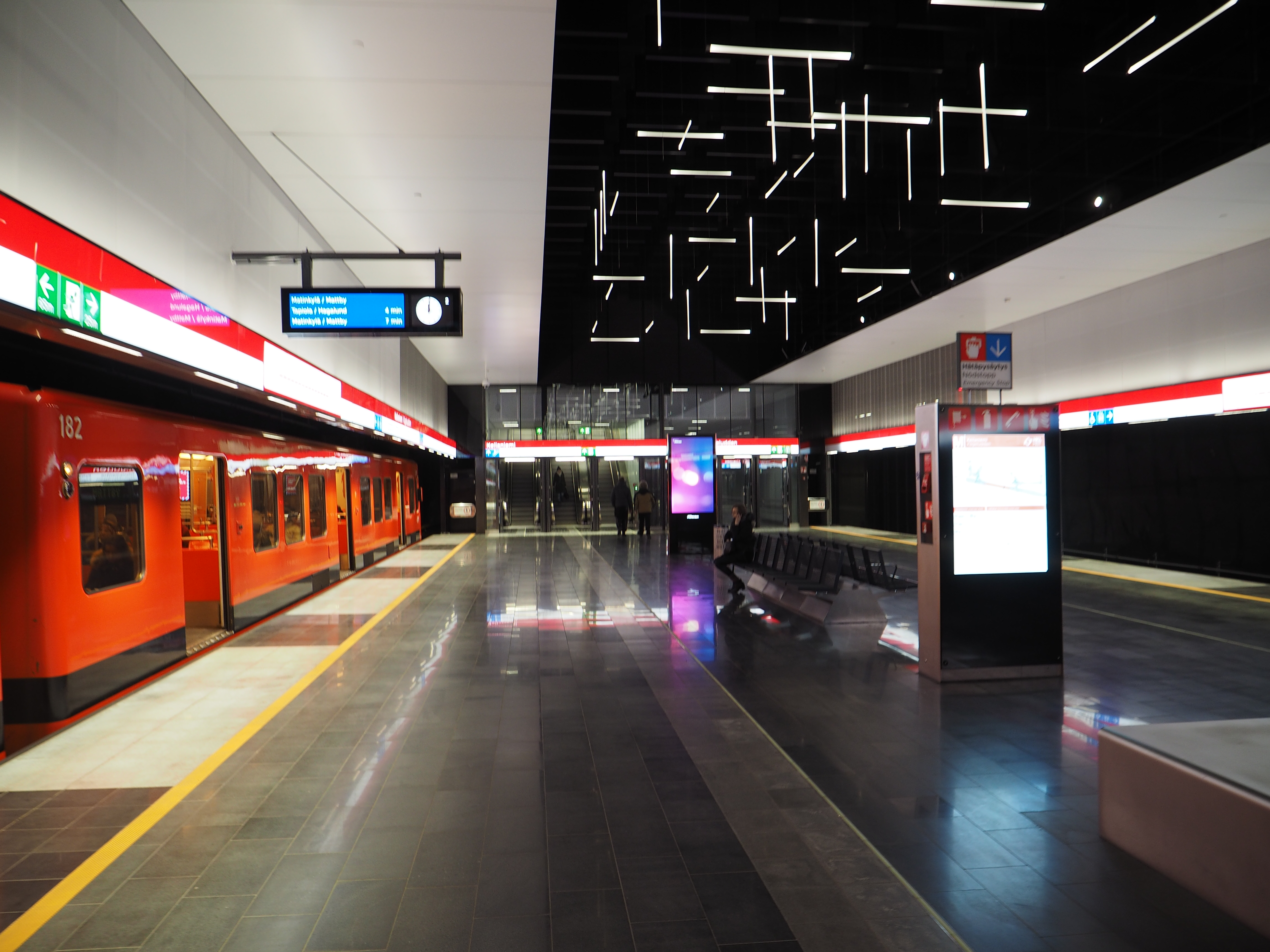

## À proximité
Elle dessert principalement le parc d'activité de Keilaniemi.